# Запорожский район
Запоро́жский райо́н (укр. Запорізький район) — административная единица Запорожской области Украины. Административный центр — город Запорожье.

## География
Запорожский район расположен на северо-западе Запорожской области. Он разобщён на две части рекой Днепр и городом Запорожье.
Запорожский район занимает выгодное экономически-географическое положение и входит в состав пригородной зоны Запорожья.
Днепр пересекает район с севера на юг и имеет приток — реку Конка.
Район граничит с Днепропетровской областью на западе, с Васильевским и Пологовским районами Запорожской области на юге. Также на юге территория района омывается Каховским водохранилищем.
Климат умеренно континентальный. Район находится в зоне рискованного земледелия.
По территории района протекают реки Днепр, Старый Днепр, Конка, Мокрая Московка, Томаковка, Сухая Сура, Бабурка, Верхняя Хортица, Средняя Хортица, Нижняя Хортица, Каховское водохранилище.

## История
Район образован 11 февраля 1939 года.
17 июля 2020 года в результате административно-территориальной реформы район был укрупнён, в его состав вошли территории:
- Запорожского района,
- Вольнянского района,
- Ореховского района (частично),
- Новониколаевского района,
- а также города областного значения Запорожье.

## Население
Численность населения района в укрупнённых границах — 874,2 тыс. человек.
Численность населения района в границах до 17 июля 2020 года по состоянию на 1 января 2020 года — 56 364 человека, из них городского населения — 17 213 человека, сельского — 39 151 человек. По данным переписи 2001 года, численность населения составляла 54 804 человека, на 1 января 2013 года — 57 893 человека.

## Административное устройство
Район в укрупнённых границах с 17 июля 2020 года делится на 17 территориальных общин (громад), в том числе 2 городские, 4 поселковые и 11 сельских общин (в скобках — их административные центры):
- Городские:
  - Запорожская городская община (город Запорожье),
  - Вольнянская городская община (город Вольнянск);
- Поселковые:
  - Камышевахская поселковая община (пгт Камышеваха),
  - Кушугумская поселковая община (пгт Кушугум),
  - Новониколаевская поселковая община (пгт Новониколаевка),
  - Терноватская поселковая община (пгт Терноватое),
- Сельские:
  - Беленьковская сельская община (село Беленькое),
  - Долинская сельская община (село Долинское),
  - Матвеевская сельская община (село Матвеевка),
  - Михайловская сельская община (село Михайловка),
  - Михайло-Лукашовская сельская община (село Михайло-Лукашово),
  - Новоалександровская сельская община (село Новоалександровка),
  - Павловская сельская община (село Павловское),
  - Петро-Михайловская сельская община (село Петро-Михайловка),
  - Степновская сельская община (село Степное),
  - Таврическая сельская община (село Таврическое),
  - Широковская сельская община (село Широкое).

### История деления района

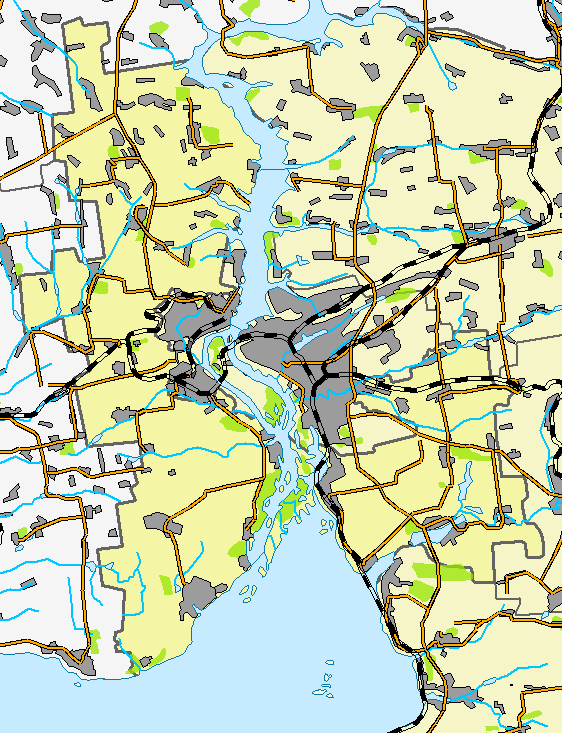
Район в старых границах до 17 июля 2020 года

Район в старых границах до 17 июля 2020 года включал в себя:
| - Поселковых советов: 3 - Сельских советов: 16 | - Посёлков городского типа: 3 - Посёлков: 7 - Сёл: 61 |

Местные советы (в старых границах до 17 июля 2020 года): 3 поселковых совета и 16 сельских советов
| - Балабинский поселковый совет - Кушугумский поселковый совет - Малокатериновский поселковый совет - Августиновский сельский совет - Беленьковский сельский совет - Веселовский сельский совет - Владимировский сельский совет - Григоровский сельский совет - Долинский сельский совет - Лукашёвский сельский совет | - Лысогорский сельский совет - Марьевский сельский совет - Наталовский сельский совет - Николай-Польский сельский совет - Новоалександровский сельский совет - Разумовский сельский совет - Степненский сельский совет - Солнечновский сельский совет - Широковский сельский совет |

Населённые пункты (в старых границах до 17 июля 2020 года)
| с. Августиновка с. Бабурка пгт Балабино с. Беленькое с. Беленькое Первое с. Весёлое с. Веселянка с. Владимировское с. Водяное пос. Высокогорное с. Григоровка с. Гурского с. Днепрельстан с. Днепровы Хвыли с. Долиновка с. Долинское с. Запорожец с. Зеленополье | с. Зоряное с. Ивангород пос. Ивано-Анновка с. Каневское пос. Канцеровка с. Крыловское пгт Кушугум с. Лежино с. Лемешинское с. Лукашёво с. Лысогорка пгт Малокатериновка с. Малышевка с. Марьевка с. Морозовка с. Надия с. Наталовка с. Нижняя Хортица | с. Николай-Поле с. Новоалександровка с. Нововознесенка с. Новоднепровка с. Новое Запорожье с. Новооленовка с. Новопетровка с. Новоселище с. Новосергеевка с. Новослободка с. Новостепнянское пос. Отрадное с. Петропавловка с. Петрополь с. Приветное с. Привольное с. Приднепровское с. Разумовка | пос. Растущее пос. Речное с. Ручаевка с. Свитанок с. Смоляное пос. Солнечное с. Степное с. Уделенское с. Фёдоровка с. Хортица с. Червоноднепровка с. Червоный Яр с. Череповское с. Шевченковское с. Широкое с. Юльевка с. Яворницкое |

## Власть
Государственная администрация Запорожского района находится в Запорожье на ул. Истомина, 8.
6 января 2010 года председателем Запорожской районной государственной администрации распоряжением Президента Украины назначен Игорь Лисогор. Он сменил Александра Олейника. В июле 2011 года был смещён с поста Сергей Бойченко и позже исполняющим обязанности главы Запорожской районной государственной администрации был назначен А. Подмогильный. В сентябре 2011 года Запорожский районный совет принял решение о признании поведения А. Подмогильного не совместимым с руководящей должностью в органах государственной исполнительной власти, что было связано с кассетным скандалом, связанный с Подмогильным. Депутаты приняли решение сообщить о данном факте Президенту Украины, с просьбой освободить чиновника от занимаемой должности и принять кадровые решения в отношении губернатора Бориса Петрова и председателя облсовета Павла Матвиенко.

## Экономика
Район в основном аграрный. Работают 98 промышленных и сельскохозяйственных фирм.
В 2008 году в Запорожском районе работали пять промышленных предприятий:
- «Имидж Холдинг» — дочернее предприятие крупнейшего производителя водки на Украине акционерной компании «Имидж Холдинг АпС» в с. Новое Запорожье[17]. Ликёро-водочное производство.
- ЗАО «Индустрия» в пгт Кушугум
- предприятие Беленьковская исправительная колония №99 в с. Беленькое
- ООО «Система»
- частное предприятие «Дария»

## Транспорт
Автотранспорт
В Запорожском районе насчитывается дорог общего пользования протяженностью — 355,7 км. Через территорию района проходит ряд стратегических трасс, таких как: Харьков — Симферополь — Севастополь, Борисполь — Днепр — Запорожье. На территории района пассажирские перевозки автомобильным транспортом осуществляют специализированные автотранспортные предприятия. Население района правобережной части района перевозится транспортом ОАО «Автотранс Хортица», ЧП «Транс — экспресс», а население левобережной части района перевозится автотранспортом ОАО «АТП № 12327», ЧП «Транс — экспресс», ООО «Альфа Транс», ООО «Альянс -Авто». На территории района действуют пригородные автобусные маршруты общего пользования, выходящих за пределы территории района и поэтому, согласно действующему законодательству, проведение конкурсов на перевозку пассажиров на маршрутах в компетенции облгосадминистрации (согласно Закону Украины «Об автомобильном транспорте»). В связи с этим конкурсы на перевозку пассажиров на пригородных маршрутах райгосадминистрацией не проводятся.
Железнодорожный транспорт
Через территорию района проходят железнодорожные магистрали: правобережной части района на Кривой Рог—Киев; левобережной части района — на южное направление — Крым; — на Пологи—Бердянск. Пассажиро-и грузоперевозки обслуживают станции г. Запорожье, ст. Хортица, ст. Днепрострой-2, ст. Канцеровка, ст. Растущий, ст. Лежино, ст. Кушугум, ст. Канкринивка.
Авиационный транспорт.
Ближайший аэропорт г. Запорожье.
На территории района расположен государственный учебно-производственный заведение авиационного профиля Запорожский центр лётной подготовки им. Маршала авиации А. И. Покрышкина.
Речной и морской транспорт.
Ближайший морской порт — Бердянский морской торговый порт. Ближайший речной порт — Запорожский речной порт.

## Археология
- В окрестностях села Каневское находится палеолитическая стоянка «Мира» возрастом 27—28 тыс. лет, обнаруженная в 1995 году на правом берегу Днепра[18][19].
- В катакомбном погребении «Тягунова Могила» в селе Марьевка найдена двухколёсная повозка с сохранившимся колесом диаметром 0,6 м возрастом ок. 5 тыс. лет[20].